# Косовка (Киевская область)

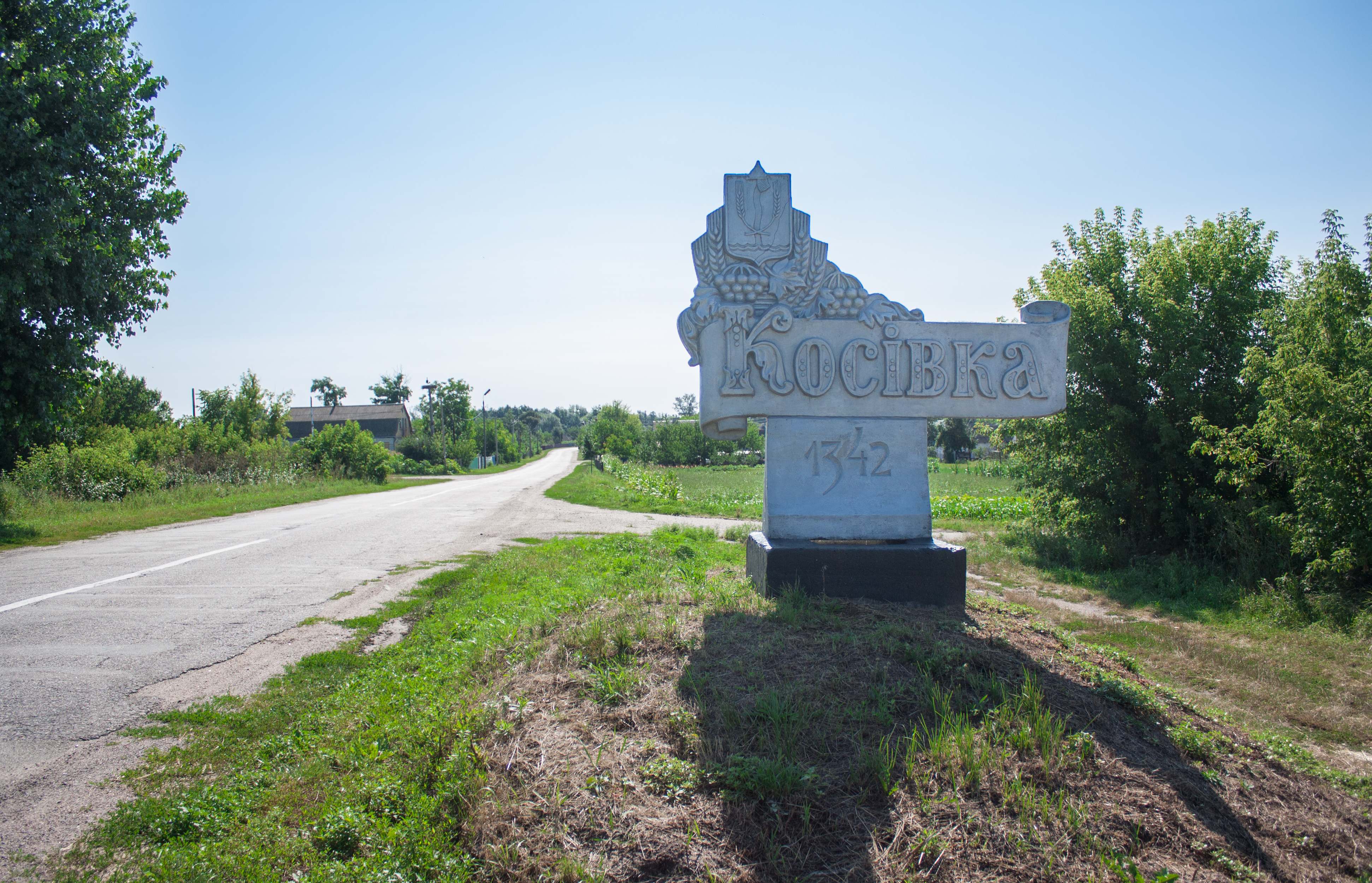
Въезд в село "Косовко"

Ко́совка (укр. Косівка) — село, входит в Белоцерковский район Киевской области Украины.
Население по переписи 2001 года составляло 656 человек. Почтовый индекс — 09353. Телефонный код — .

## Местная власть
09300, Київська обл., Білоцерківський р-н, смт Володарка, вул. Кооперативна, 9  (укр.)